# Nesozineus bucki
Nesozineus bucki là một loài bọ cánh cứng trong họ Cerambycidae.